# 치과위생사
치과위생사(齒科衛生士, 영어: Dental hygienist)는 치과의사의 진료 및 치료를 협조하고 국민의 구강질환을 예방, 유지, 증진, 회복하도록 돕는 직업이다.
「의료기사 등에 관한 법률 시행령」은 치과위생사의 업무 범위를 "치석 등 침착물(沈着物) 제거, 불소 도포, 임시 충전, 임시 부착물 장착, 부착물 제거, 치아 본뜨기, 교정용 호선(弧線)의 장착·제거, 그 밖에 치아 및 구강 질환의 예방과 위생에 관한 업무. 이 경우 「의료법」 제37조제1항에 따른 안전관리기준에 맞게 진단용 방사선 발생장치를 설치한 보건기관 또는 의료기관에서 구내(口內) 진단용 방사선 촬영업무"로 규정하고 있다.
치과위생사가 되려면 치위생(학)과를 전공하는 대학, 전문대학을 졸업하여 치과위생사 국가고시를 합격하여 보건복지부 장관의 면허를 받아야 한다.

## 역사
치과위생사의 역사는 1913년 미국에 알프레드 폰즈(Alfred C. Fones)가 치위생교육기관을 설립하면서 처음으로 도입되었다. 최초의 치과위생사는 폰즈박사의 조카이자 조수인  아이린뉴먼(irin. Newman)에게 예방치과처치와 구강보건지도를 교육하여 최초의 치과위생사가 되었다.

## 같이 보기
- 치과의사
- 치주염
- 치은염